# Cytisus
Cytisus L., 1753 è un genere di piante spermatofite dicotiledoni appartenenti alla famiglia Fabaceae dall'aspetto di piccoli arbusti perenni e dai fiori papilionacei.

## Etimologia
Il nome del genere (Cytisus) secondo alcune etimologie deriva dalla parola greca kutisus un nome per una specie di trifoglio (in riferimento alla forma delle foglie); secondo altre etimologie "Cytisus" è una denominazione latina che discende da un preesistente vocabolo greco kytisos di incerta etimologia (potrebbe derivare da qualche idioma dei primi abitatori dell'Asia Minore).; secondo altre etimologie ancora deriva dalla parola greca kýtos (= cavità).

Il nome scientifico del genere è stato proposto da Linneo nella pubblicazione "Species Plantarum" del 1753.

## Descrizione
In genere sono piante suffrutici, infatti la forma biologica prevalente in questo genere è del tipo camefita suffruticosa (Ch suffr), ossia sono piante perenni e legnose alla base, con gemme svernanti poste ad un'altezza dal suolo tra i 10 ed i 40 cm (massimo 50 cm); nella stagione fredda le porzioni erbacee si seccano e rimangono in vita soltanto le parti legnose e ipogee. In alcune specie le piante sono spinose.

### Fusto
I fusti sono legnosi e molto ramosi con portamento prostrato-ascendente.

### Foglie
Le foglie sono trifogliate (a tre segmenti o lobi o foglioline) di forma ellittica con apice acuto oppure sono semplici

### Infiorescenza
L'infiorescenza è composta da fiori isolati posti all'ascella delle foglie superiori. A volte alla base dei fiori sono presenti delle brattee di tipo fogliare.

### Fiori
I fiori sono ermafroditi, pentameri, zigomorfi, eteroclamidati (calice e corolla ben differenziati) e diplostemoni (gli stami sono il doppio dei petali).
- Formula fiorale:

K (5), C 3+(2), A (5+5), G 1 (supero)
- Calice: il calice è del tipo tubulare (gamosepalo) assai più lungo che largo (mediamente è lungo il doppio dei denti) e termina con 5 denti acuti; il calice è bilabiato in quanto i 5 denti sono raggruppati in due denti superiori brevi e tre inferiori più lunghi.
- Corolla: la corolla, (a 5 petali) è del tipo papilionaceo dialipetalo: ossia un petalo centrale è più sviluppato degli altri, ripiegato verso l'alto (vessillo spatolato); altri due petali intermedi (le ali) sono liberi e in posizione laterale; mentre i rimanenti due, inferiori, (= carena) sono concresciuti e inclusi nelle ali, al loro interno è contenuto l'androceo e il gineceo.
- Androceo: gli stami sono 10 connati (saldati in un fascio unico = monadelfi).
- Gineceo: lo stilo è unico e ricurvo su un ovario supero formato da un carpello uniloculare. Lo stigma è apicale.

### Frutti
Il frutto è un legume glabro appiattito di tipo deiscente. I semi (giallastri e scuri) alla base presentano una appendice callosa.

## Biologia
Si riproducono per impollinazione tramite insetti (impollinazione entomogama).
I semi cadendo a terra sono dispersi soprattutto da insetti tipo formiche (mirmecoria).

## Distribuzione e habitat
Sono piante che si trovano soprattutto nell'emisfero boreale e nelle zone di tipo mediterraneo, su terreni calcarei. In Italia sono presenti sia al nord che al sud; mentre nell'Europa  si trovano in prevalenza al centro-sud.

## Tassonomia
Il genere appartiene alla tribù delle Genisteae.
Comprende le seguenti specie:
- Cytisus acutangulus Jaub. & Spach

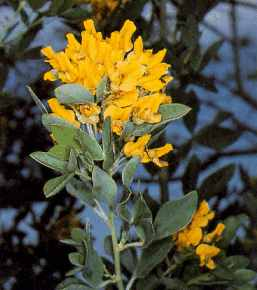
Cytisus aeolicus

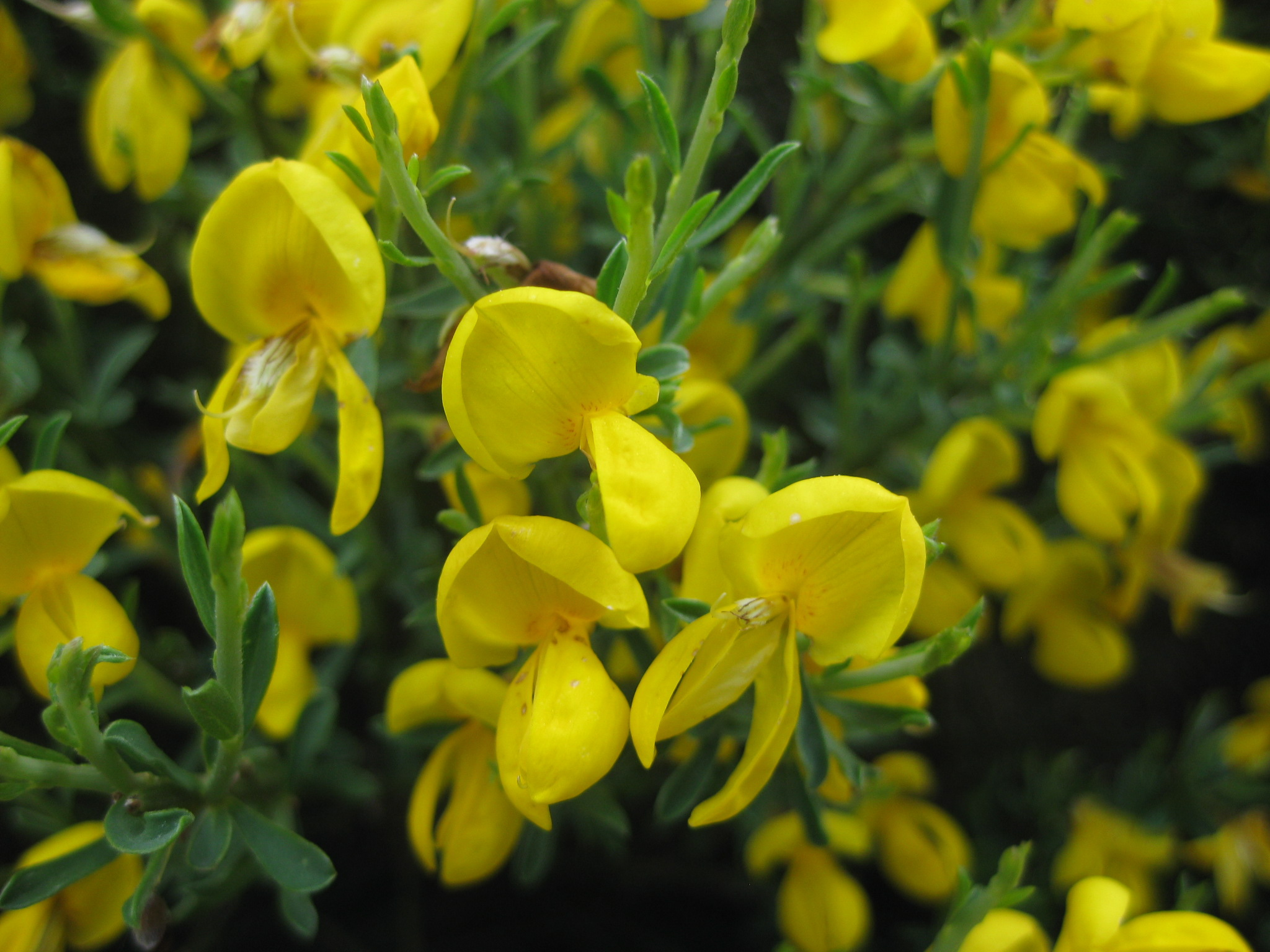
Cytisus oromediterraneus

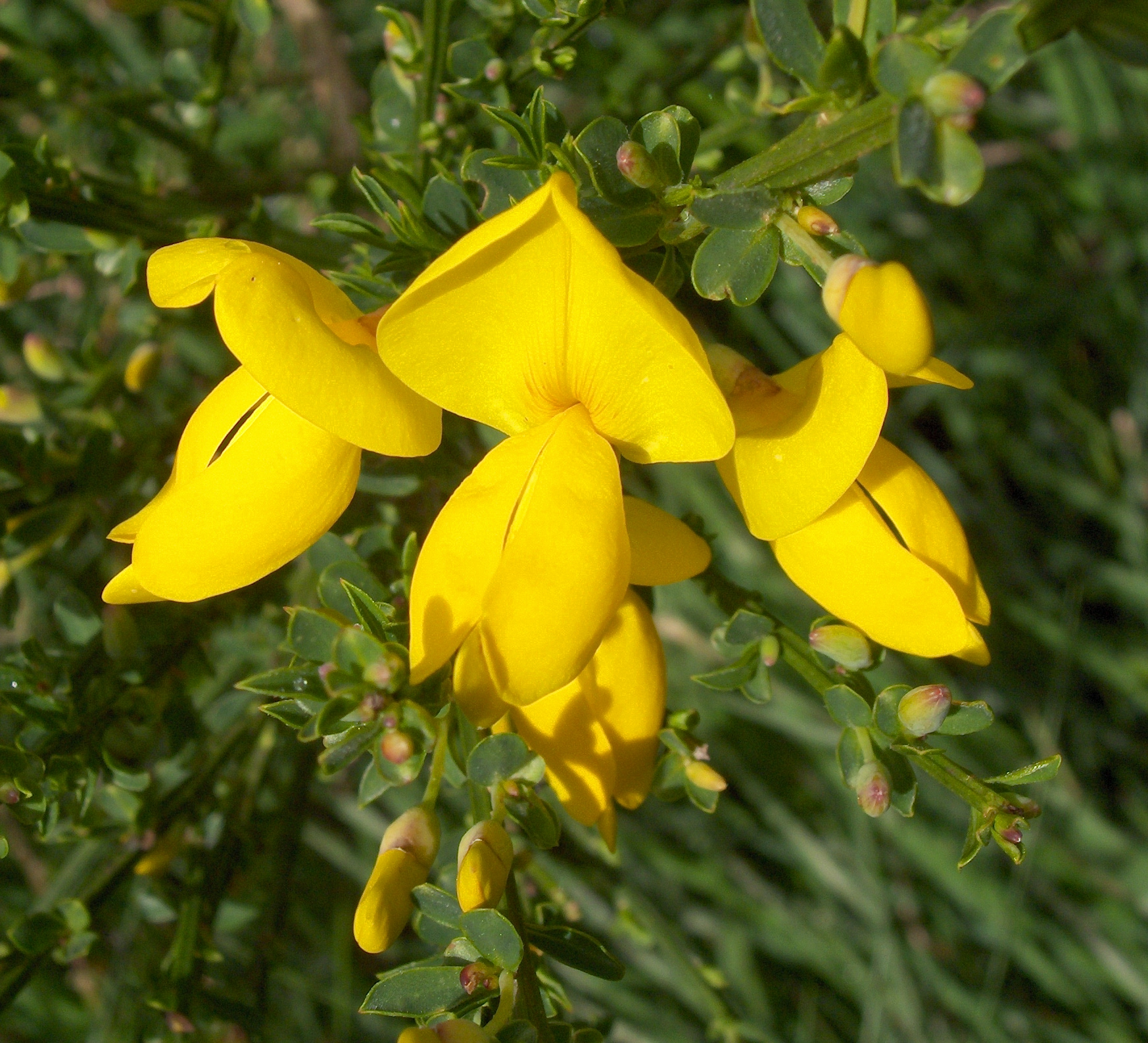
Cytisus scoparius

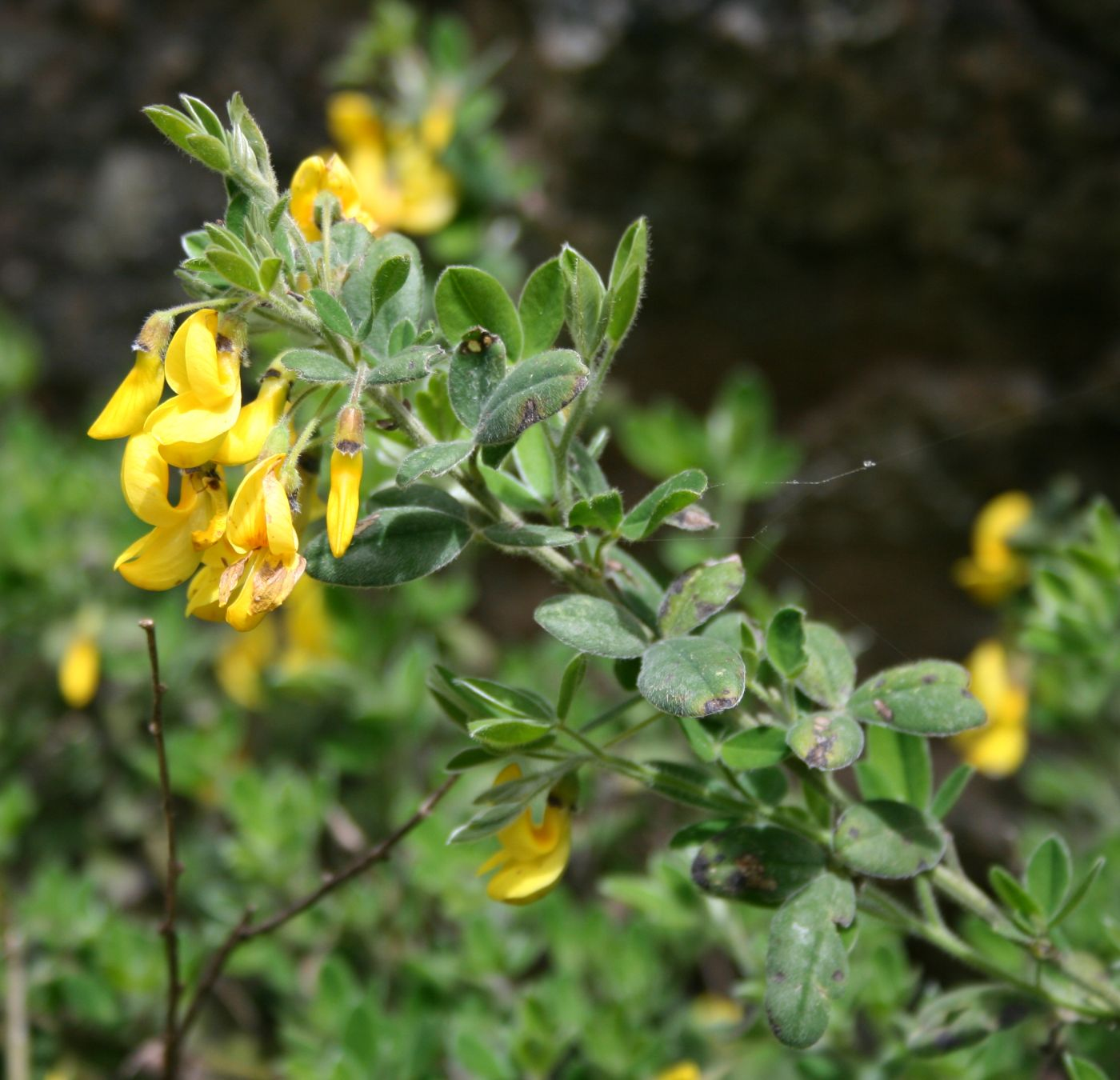
Cytisus villosus

- Cytisus aeolicus Guss. - citiso delle Eolie
- Cytisus agnipilus Velen.
- Cytisus anatolicus (Güner) Vural
- Cytisus arboreus (Desf.) DC.
- Cytisus ardoinoi E.Fourn.
- Cytisus balansae (Boiss.) Ball
- Cytisus cantabricus (Willk.) Rchb.f. & Beck
- Cytisus × cetius Beck
- Cytisus commutatus (Willk.) Briq.
- Cytisus decumbens (Durande) Spach
- Cytisus dieckii (Lange) Fern.Prieto, Nava, Fern.Casado, M.Herrera, Bueno Sánchez, Sa
- Cytisus emeriflorus Rchb.
- Cytisus filipes Webb
- Cytisus fontanesii Spach ex Ball
- Cytisus grandiflorus DC.
- Cytisus gueneri (H.Duman, Bașer & Malyer) Vural
- Cytisus kerneri Błocki
- Cytisus malacitanus Boiss.
- Cytisus × millenii Borbás
- Cytisus multiflorus (L'Her.) Sweet
- Cytisus nigricans L. - citiso scuro
- Cytisus orientalis Loisel.
- Cytisus oromediterraneus Rivas Mart. & al.
- Cytisus osyrioides Svent.
- Cytisus prietoi Bueno Sánchez, Fern.Casado & Nava
- Cytisus procumbens (Waldst. & Kit. ex Willd.) Spreng.
- Cytisus scoparius (L.) Link - ginestra dei carbonai
- Cytisus striatus (Hill) Rothm.
- Cytisus supranubius (L.f.) Kuntze - ginestra del Teide
- Cytisus × versicolor Dippel
- Cytisus villosus Pourr. - citiso villoso

## Usi
Alcune specie sono usate come piante ornamentali nella decorazione dei giardini di tipo roccioso per bordure o siepi divisorie.